# Arboleas (kommunhuvudort)
Arboleas är en kommunhuvudort i Spanien.   Den ligger i provinsen Provincia de Almería och regionen Andalusien, i den sydöstra delen av landet, 400 km söder om huvudstaden Madrid. Arboleas ligger 296 meter över havet och antalet invånare är 2 614.
Terrängen runt Arboleas är kuperad åt sydväst, men åt nordost är den platt. Arboleas ligger nere i en dal som går i öst-västlig riktning. Runt Arboleas är det ganska glesbefolkat, med 27 invånare per kvadratkilometer. Närmaste större samhälle är Albox, 7,9 km nordväst om Arboleas. Omgivningarna runt Arboleas är i huvudsak ett öppet busklandskap.